# 박종설
박종설(1942년 7월 14일 ~ )은 대한민국의 배우이다.

## 주요 이력
황해도 장연에서 출생하였으며 지난날 한때 황해도 해주에서 잠시 유아기를 보낸 적이 있는 그는 1948년 2월에 일가족과 함께 월남하여 1956년 경상북도 육체미 대회에서 2등을 차지한 적이 있고 1960년 영화 《피 묻은 대결》의 조연으로써 영화배우로 등장했으며 1967년 영화 《다정불심》과 영화 《꿈》의 조연으로 본격 영화배우 활동을 시작하여 현재 탤런트로 TV드라마에 출연하고 있다.특이하게도 대한민국 드라마 배우 중 유일하게 삼청교육대 연출 재연 장면에 두번 출연한 배우이다 1995년 모래시계와 2005년 제 5공화국에서 모두 고된 삼청 교육 과정을 소화하지 못하고 못을 삼키고 삶을 포기하는 역이었는데 두 드라마 모두 김종학 감독 연출작이었다

## 출연작

### 영화
- 재밌는 영화 (Fun Movie) 2002년 - 거지 할아버지 역
- 엑스트라 (Extra) 1998년
- 1996 뽕 (1996 Mulberry) 1996년
- 투캅스 2 (Two Cops 2) 1996년
- 무궁화 꽃이 피었습니다 (Mugoonghwa Korean National Flower) 1995년
- 마누라 죽이기 (How To Top My Wife) 1994년
- 태백산맥 (The Tae Beak Mountains) 1994년
- 세상 밖으로 (Out To The World) 1994년
- 투캅스 (Two Cops) 1993년
- 화엄경 (The Avatamska Sutra) 1993년
- 백백교 (The Pure White Cult) 1993년
- 영구와 공룡 쮸쮸 (Young Gu And Princess Zzu Zzu) 1993년
- 도색부인 (Madame Pink) 1993년
- 언제나 막차를 타고 오는 사람 (The Man Who Always Takes The Lst Train) 1992년
- 장군의 아들 3 (The General's Son 3) 1992년
- 이혼하지 않은 여자 (The Woman Who Want Divorce) 1992년
- 우리들의 일그러진 영웅 (Our Twisted Hero) 1992년
- 눈꽃 (Flower in Snow) 1992년
- 달은…해가 꾸는 꿈 (The Moon is What The Sun Dreams) 1992년
- 영구와 황금박쥐 (Young Gu And the Golden Bat) 1992년
- 맨발에서 벤츠까지 (From Barefoot To Bentz) 1991년
- 10대의 반항 (The Teen Rebellion) 1991년
- 사랑과 죽음의 메아리 (The Echo of Love And Death Part 1) 1991년
- 산딸기 4 (Wild Berries 4) 1991년
- 토끼를 태운 잠수함 (The Submarine with A Rabbit Abroad) 1991년
- 한희작의 러브러브 (Han Hee Jak's Love Stories) 1991년
- 변금련 (Byun Geum ryun) 1991년
- 외길가게 하소서 (Walk an Unforked Road) 1991년
- 은마는 오지 않는다 (The Silver Stallion Will Never Come) 1991년
- 영구와 땡칠이 4: 홍콩 할매 귀신 (Young Gu And Daeng Chil 4, The Hong Kong Granny Ghost) 1991년
- 용감한 사람들 (Brave People) 1990년
- 대학촌의 달빛 (The Moonlight Over University Town) 1990년
- 난 깜짝 놀랄 짓을 할거야 (I'm Gonna Do Something Shocking) 1990년
- 땡칠이와 쌍라이트 (Ddaeng Chil And Double Light) 1990년
- 가보면 알거야: 영구와 땡분이 (You'll Know When You Get There) 1990년
- 청송으로 가는 길 (Road to Cheongsong Priosn) 1990년
- 꼭지딴 (Ggok Ji-Ddan) 1990년
- 장군의 아들 (The General's Son) 1990년
- 수탉 (Rooster) 1990년
- 고금소총 2 (Unchanging Weapon 2) 1990년
- 별난 두 영웅 (Two Wacky Heores) 1990년
- 빨간 색깔의 여자 (The Woman of Red) 1990년
- 나는 날마다 일어선다 (I Stand Every Day) 1990년
- 물의 나라 (Water World) 1990년
- 코리안 커넥션 (Korean Connection) 1990년
- 새벽을 깨우리로다 (Wake Up The Dawn) 1990년
- 랏슈 (Rush) 1989년
- 며느리 밥풀꽃에 대한 보고서 (The Report of the Daughter in law's Rice Flower) 1989년
- 누가 꽃밭에 불을 지르랴 (Who Can Set the Flower Bed on Fire?) 1989년
- 달콤한 신부들 (Sweet Birdes) 1989년
- 떡 (Rice Cake) 1988년
- 어른들은 몰라요 (Grown Ups Just Don't Understand) 1988년
- 여자 세상 (The World Of Women) 1988년
- 이조 춘화도 (Ancient Oriental Painting of Flowers) 1988년
- 회장님, 우리 회장님 (Chairman, Our Chairman) 1988년
- 아다다 (Adada) 1987년
- 성춘향 (Sung Chun Hyang) 1987년
- 소금장수 (The Salt Vendor) 1987년
- 속 변강쇠 (Byon Gang Soi [Sequuel]) 1987년
- 고속도로 (Highway) 1987년
- 호걸춘풍 (Gallant Chun Pung) 1987년
- 서울은 여자를 좋아해 (Seoul Likes Women) 1987년
- 산딸기 3 (Wlid Starwberries 3) 1987년
- 달래내 보슬이 (Bo Seul of Dalae River) 1987년
- 다섯 일곱대 (Five Individuals) 1987년
- 감자 (Potato) 1987년
- 영웅 돌아오다 (Hero Is Back) 1987년
- 씨받이 (Surrogate Mother) 1987년
- 따귀 일곱대 (Seven Slaps On The Face) 1987년
- 87 맨발의 청춘 (Heat of Youth 1987) 1986년
- 변강쇠 (Byon Gang Sae) 1986년
- 금달래 (Keum Dal-rae) 1986년
- 가을을 남기고 간 사랑 (Love That Left Autumn Behind) 1986년
- 투명인간 (Invisible Man) 1986년
- 티켓 (Ticket) 1986년
- 비내리는 영동교 (Rain Falling On Youngdong Bridge) 1986년
- 열병시대 (Feverish Days) 1986년
- 삿갓 쓴 장고 (Jang go in a Reed Hat) 1986년
- 손오공 홍해아 대전 (Sohn O-gong Beats Hong Hae-ah) 1985년
- 피조개 뭍에 오르다 (An Ark Shell Lands On Earth) 1985년
- 물목 (River Fork) 1985년
- 작년에 왔던 각설이 (The Singing Tramp of Last Year) 1985년
- 난 이렇게 산다우 (This Is How I Live) 1985년
- 자녀목 (Hanging Tree) 1985년
- 뜸부기 새벽을 날다 (A Bird Flying At Dawn) 1985년
- 밤마다 천국 (Heaven Night After Night) 1985년
- 철부지 (A Child Like Lady) 1985년
- 홍병매 (Hong Byung Mae) 1984년
- 흐르는 강물을 어찌 막으랴 (You Can't Stop a Flowing River) 1984년
- 잊혀진 계절 (The Forgotten Season) 1984년
- 형 (Brother) 1984년
- 각설이 품바 타령 (Vagabond Singer's Begging Song) 1984년
- 땡볕 (Blazing Sun) 1984년
- 바보사냥 (Hunting For Iditos) 1984년
- 초대받은 성웅들 (Invited Saints) 1984년
- 추적 (The Pursuit) 1984년
- 이 한몸 돌이 되어 (As Firm As A Stone) 1983년
- 바람 바람 바람 (Wind, Wind, Wind) 1983년
- 돌아온 용팔이 (Yong Pal Has Returend) 1983년
- 송골매 모두 다 사랑하리 (Songkol Mae Loves Everyone) 1983년
- 신입사원 얄개 (Thr Scoundrel Rookie) 1983년
- 대학 신입생 오달자의 봄 (The Spring of Oh Dal Ja, a College) 1983년
- 짝코 (Misted Nose: Two Old Men) 1983년
- 영자의 전성시대 2 (The Glorious Days of Young Ja) 1982년
- 열애 (Ardent Love) 1982년
- 깨소금과 옥떨매 (The Sesame Salt and The Ugly) 1982년
- 갈채 (Applause) 1982년
- 최인호의 야색 (Choi In ho's Evenning Color) 1982년
- 어둠의 딸들 (Daughters of Darkness) 1982년
- 날마다 허물벗는 꽃뱀 (The Flower Snake That Sheds Its Skin Every Day) 1982년
- 꼬방동네 사람들 (People of Ko-bang Neighborhood) 1982년
- 만추 (Late Autumn) 1982년
- 어둠의 자식들 (Children of Darkness Part 1, Young-ae The Songstress) 1981년
- 본전생각 (Thoughts On Capitalism) 1981년
- 앵무새 몸으로 울었다 (Parrot Cries With Its Baody) 1981년
- 가슴깊게 화끈하게 (With Passion And Heat) 1981년
- 오늘밤은 참으세요 (Not For Tonight) 1981년
- 여자가 울린 남자 (The Man Made to Cry by a Women) 1981년
- 괴초도사 (The Gwoi Cho Guru) 1981년
- 여호신 (Yeo Ho God) 1981년
- 피막 (The Hut) 1981년
- 복부인 (Mrs. Speculator) 1980년
- 오사까의 외로운 별 (Lonely Star of Osaka) 1980년
- 별명붙은 사나이 (The Man With a Kickname) 1980년
- 평양맨발 (The Barefoot in Pyongyang) 1980년
- 팔불출 (Dur Servant Pal Bul Chul) 1980년
- 병태와 영자 (Byung Ja And Young Ja) 1980년
- 조용히 살고 싶다 (Wish to Live in Peace) 1980년
- 최후의 증인 (The Last Witness) 1980년
- 느미 (Neu Mi) 1980년
- 순악질여사 (Vicious Women) 1980년
- 무림오걸 (Five Murim Swordmen) 1980년
- 남자 가정부 (Male Housekeeper) 1980년
- 폭풍을 잡는 사나이 (The Man Who Stops Storm) 1979년
- 지옥의 49일 (49 Days in Hell) 1979년
- 을화 (Eul Hwa) 1979년
- 수병과 제독 (The Petty Officer and The Admiral) 1979년
- 저 파도위에 엄마 얼굴이 (Mother's Face Above Those Waves) 1979년
- 산골 나그네 (Wanderer) 1978년
- 비련의 홍살문 (Red Gate of Tragedy) 1978년
- 상록수 (Evergreen) 1978년
- 진짜 진짜 좋아해 (Crazy For You) 1977년
- 표적 (Target) 1977년
- 미스터 오 (Mister O) 1977년
- 바다의 사자들 (Lions In The Sea) 1976년
- 7인의 말괄량이 (Seven Tomboys) 1976년
- 단 둘이서 (Only With You) 1976년
- 야성의 숲 (Wild Forest) 1976년
- 가족 (Family) 1976년
- 의혈문 (Yui Hyeol Mun, Righteous Martial Party) 1976년
- 신풍객 (Great Fighter) 1976년
- 특명 (Special Mission) 1976년
- 망나니 (An executioner) 1975년
- 특별수사본부 외팔이 김종원 (A Special Investigator, One-Armed Kim Jong-Won) 1975년
- 청춘극장 (Story Of The Youth) 1975년
- 가수왕 (Best Singer) 1975년
- 빵간에 산다 (Living In a Cell) 1975년
- 악마의 제자들 (Pupils of the Evil) 1974년
- 울지 않으리 (I Won't Cry) 1974년
- 여자정신대 (The comfort women) 1974년
- 유관순 (Yu-Kwan Sun) 1974년
- 아리랑 (Arirang) 1974년
- 연화 (Yeonhwa) 1974년
- 장안 명기 오백화 (Odaekhwa) 1973년
- 처녀 사공 (A She Sailor) 1973년
- 태백산의 결투 (A Duel In Tae Baek Mountain) 1973년
- 판사부인 (A Judge's Wife) 1972년
- 낭산의 결투 (Duel In Nang San) 1972년
- 돈에 눌려 죽은 사나이 (The Man Who Was Crushed to Death By Money) 1971년

### 드라마
- 《다시 만난 세계》 (SBS 드라마 스페셜) 2017년
- 《대박》 (SBS 월화드라마) 2016년
- 《가족을 지켜라》 (KBS 일일연속극) 2015년
- 《빛나는 로맨스》 (MBC 일일연속극) 2014년~2015년
- 《피노키오》 (SBS 드라마 스페셜) 2014년~2015년 - 폐지 줍는 할아버지 역
- 《별에서 온 그대》 (SBS 드라마 스페셜) 2013년
- 《스캔들: 매우 충격적이고 부도덕한 사건》 (MBC 주말드라마) 2013년
- 《구암 허준》 (MBC 일일 드라마) 2013년
- 《너의 목소리가 들려》 (SBS 드라마 스페셜) 2013년
- 《닥치고 패밀리》 (KBS 일일시트콤) 2012년
- 《드라마의 제왕》 (SBS 월화드라마) 2012년 - 드라마 '경성의 아침'의 단역배우 역
- 《별도 달도 따줄게》 (KBS 일일연속극) 2012년
- 《무신》 (MBC 주말 대하사극) 2012년
- 《샐러리맨 초한지》 (SBS 월화드라마) 2012년
- 《내 딸 꽃님이》 (SBS 일일드라마) 2011년~2012년 - 말을 못하게 된 아이의 동네주민 역
- 《애정만만세》 (MBC 주말 특별기획 드라마) 2011년~2012년 - 장소선의 남편 역
- 《보스를 지켜라》 (SBS 드라마 스페셜) 2011년
- 《미쓰 아줌마》 (SBS 아침연속극) 2011년
- 《로맨스 타운》 (KBS 수목드라마) 2011년
- 《두근두근 달콤》 (KBS 아침드라마) 2011년
- 《시크릿 가든》 (SBS 특별기획) 2010년
- 《자이언트》 (SBS 대하드라마) 2010년
- 《런닝, 구》 (MBC 수목 미니시리즈) 2010년
- 《미남이시네요》 (SBS 드라마 스페셜) 2009년 - 맷돼지가 오니 피하라고 말하는 할아버지 역
- 《지붕뚫고 하이킥!》 (MBC 일일시트콤) 2009년
- 《남자 이야기》 (KBS 월화 미니시리즈) 2009년
- 《천추태후》 (KBS 대하드라마) 2009년
- 《산너머 남촌에는》 (KBS 주간드라마) 2009년
- 《순결한 당신》 (SBS 아침연속극) 2008년
- 《가문의 영광》 (SBS 특별기획) 2008년~2009년 - 선장 역
- 《타짜》 (SBS 월화드라마) 2008년
- 《최강칠우》 (KBS 월화 미니시리즈) 2008년
- 《쩐의 전쟁 the Original》 (TvN 드라마) 2008년
- 《밤이면 밤마다》 (MBC 월화 미니시리즈) 2008년
- 《로비스트》 (SBS 대기획) 2007년
- 《산 너머 남촌에는》 (KBS 전원드라마) 2007년
- 《조강지처 클럽》 (SBS 특별기획) 2007년
- 《이산》 (MBC 월화드라마) 2007년
- 《김치 치즈 스마일》 (MBC 일일시트콤) 2007년
- 《천일야화》 (SBS 드라마) 2007년
- 《키드 갱》 (OCN 드라마) 2007년
- 《쩐의 전쟁》 (SBS 드라마 스페셜) 2007년
- 《왕과 나》 (SBS 대하드라마) 2007년
- 《주몽》 (MBC 월화드라마) 2007년
- 《궁S》 (MBC 월화 미니시리즈) 2007년
- 《꽃피는 봄이 오면》 (KBS 수목드라마) 2007년
- 《거침없이 하이킥》 (MBC 일일시트콤) 2006년
- 《얼마나 좋길래》 (MBC 일일연속극) 2006년
- 《내사랑 못난이》 (SBS 금요드라마) 2006년
- 《웃는 얼굴로 돌아보라》 (KBS 주간시트콤) 2006년
- 《봄의 왈츠》 (KBS 월화 미니시리즈) 2006년 - 귀가 잘 안들리는 할아버지 역
- 《사랑은 아무도 못말려》 (MBC 일일연속극) 2006년
- 《사랑과 야망》 (SBS 특별기획) 2006년
- 《인생이여 고마워요》 (KBS 주말연속극) 2006년
- 《직지》 (MBC 특집드라마) 2005년
- 《사랑은 기적이 필요해》 (SBS 금요드라마) 2005년
- 《내 인생의 스페셜》 (MBC 월화 미니시리즈) 2005년
- 《제5공화국》 (MBC 주말 특별기획 드라마) 2005년 삼청교육대 훈련대상자로 못 삼키고 유명을 달리하신 역
- 《여왕의 조건》 (SBS 아침연속극) 2005년
- 《홍콩 익스프레스》 (SBS 드라마 스페셜) 2005년
- 《선택》 (SBS 아침연속극) 2004년
- 《불멸의 이순신》 (KBS 대하드라마) 2004년
- 《영웅시대》 (MBC 창사 특별기획 대하드라마) 2004년
- 《이영숙 사진관》 (MBC 베스트극장) 2004년
- 《장길산》 (SBS 월화드라마) 2004년
- 《2004 인간시장》 (SBS 월화드라마) 2004년
- 《부부클리닉 사랑과 전쟁》 (KBS 옴니버스 드라마) 2004년
- 《사진사 홍봉구》 (KBS 드라마시티) 2003년
- 《왕의 여자》 (SBS 대하드라마) 2003년
- 《다모》 (MBC 월화드라마) 2003년
- 《무인시대》 (KBS 대하드라마) 2003년
- 《분이》 (KBS TV소설) 2003년
- 《백수탈출》 (SBS 주말극장) 2003년
- 《여름향기》 (KBS 월화 미니시리즈) 2003년
- 《군인의 딸과 결혼하는 방법》 (KBS 드라마) 2003년
- 《도토리묵》 (SBS 창사드라마) 2003년
- 《너희가 나라를 아느냐》 (MBC 창사특집극) 2002년
- 《장희빈》 (KBS 수목드라마) 2002년
- 《삼총사》 (MBC 수목 미니시리즈) 2002년
- 《야인시대》 (SBS 대하드라마) 2002년
- 《고독》 (KBS 월화 미니시리즈) 2002년
- 《똑바로 살아라》 (SBS 일일시트콤) 2002년
- 《태양인 이제마》 (KBS 수목드라마) 2002년
- 《로망스》 (MBC 수목 미니시리즈) 2002년
- 《상도》 (MBC 월화드라마) 2002년
- 《매일 그대와》 (MBC 일일연속극) 2002년
- 《지금은 연애중》 (SBS 드라마 스페셜) 2002년
- 《잘난 걸 어떡해》 (KBS 일일시트콤) 2002년
- 《딱좋아!》 (SBS 드라마) 2001년
- 《새엄마》 (KBS TV소설) 2001년
- 《순정》 (KBS 월화 미니시리즈) 2001년
- 《여인천하》 (SBS 대하드라마) 2001년
- 《동서는 좋겠네》 (KBS 아침드라마) 2001년
- 《홍국영》 (MBC 월화드라마) 2001년
- 《멋진 친구들》 (KBS 시트콤) 2001년
- 《립스틱》 (iTV 시트콤) 2001년
- 《먼길》 (SBS 드라마) 2001년
- 《온달 왕자들》 (MBC 일일연속극) 2000년
- 《세 친구》 (MBC 월요시트콤) 2000년
- 《태조 왕건》 (KBS 대하드라마) 2000년
- 《루키》 (SBS 월화드라마) 2000년
- 《여자만세》 (SBS 드라마 스페셜) 2000년
- 《황금시대》 (SBS 드라마) 2000년
- 《헬로우 닥터》 (iTV 시트콤) 2000년
- 《닥터 닥터》 (iTV 시트콤) 2000년
- 《팝콘》 (SBS 드라마 스페셜) 2000년
- 《소설 목민심서》 (KBS 수목, 일일드라마) 2000년
- 《허준》 (MBC 월화드라마) 2000년
- 《경찰특공대》 (SBS 수목드라마) 2000년
- 《누나의 거울》 (KBS TV소설) 1999년
- 《은실이》 (SBS 월화드라마) 1999년
- 《누룽지 선생과 감자 일곱개》 (KBS 어린이드라마) 1999년
- 《사람의 집》 (KBS 일일연속극) 1999년
- 《하나뿐인 당신》 (MBC 일일연속극) 1999년
- 《국희》 (MBC 월화드라마) 1999년
- 《해피투게더》 (SBS 드라마 스페셜) 1999년
- 《토마토》 (SBS 드라마 스페셜) 1999년
- 《그녀의 선택》 (SBS 아침연속극) 1999년
- 《약속》 (SBS 드라마) 1999년
- 《청춘의 덫》 (SBS 드라마 스페셜) 1999년
- 《육남매》 (MBC 주간드라마) 1998년
- 《왕과 비》 (KBS 대하드라마) 1998년
- 《대왕의 길》 (MBC 수목드라마) 1998년
- 《종이학》 (KBS 주말연속극) 1998년
- 《7인의 신부》 (SBS 일일드라마) 1998년
- 《마음이 고와야지》 (MBC 주말연속극) 1998년
- 내 꿈은 탤런트 (KBS 나의 사랑 나의 가족) 1998년
- 《신부의 방》 (KBS 아침드라마) 1998년
- 《파랑새는 있다》 (KBS 주말연속극) 1997년
- 《예스터데이》 (MBC 주말연속극) 1997년
- 《그대 그리고 나》 (MBC 주말연속극) 1997년
- 《그대 나를 부를 때》 (KBS 수목드라마) 1997년
- 《신데렐라》 (MBC 주말연속극) 1997년
- 《정 때문에》 (KBS 일일연속극) 1997년
- 《파도》 (SBS 주말극장) 1997년
- 《예감》 (MBC 월화 미니시리즈) 1997년
- 《남자 셋 여자 셋》 (MBC 일일시트콤) 1997년
- 《가방을 든 남자》 (SBS 드라마) 1997년
- 《임꺽정》 (SBS 주말 특별기획 드라마) 1996년
- 《형제의 강》 (SBS 드라마 스페셜) 1996년
- 플란다스의 개 (SBS 좋은 친구들) 1996년
- 《전설의 고향》 (KBS 드라마) 1996년
- 《위험한 사랑》 (MBC 드라마) 1996년
- 《첫사랑》 (KBS 주말연속극) 1996년
- 《용의 눈물》 (KBS 대하드라마) 1996년
- 《아파트》 (MBC 주말연속극) 1996년
- 《바람은 불어도》 (KBS 일일연속극) 1996년
- 《찬란한 여명》 (KBS 대하드라마) 1995년
- 《코리아게이트》 (SBS 주말 특별기획 드라마) 1995년
- 《LA아리랑》 (SBS 주간시트콤) 1995년
- 《옥이 이모》 (SBS 주말극장) 1995년
- 《바람의 아들》 (KBS 드라마) 1995년
- 《제4공화국》 (MBC 수목 특별기획 드라마) 1995년
- 아주 특별한 하루 (KBS 드라마 게임)
- 퇴계 이황과 남명 조식 (KBS 역사의 라이벌 드라마) 1995년
- 《비봉 가는 길》 (KBS 특집드라마) 1995년
- 《김구》 (KBS 대하드라마) 1995년
- 《언제나 푸른 마음》 (EBS 드라마) 1995년
- 《까치네》 (SBS 월화드라마) 1995년
- 《냉동 인간》 (SBS 드라마) 1995년
- 《이가사 크리스티》 (SBS 드라마) 1995년
- 《TV시티》 (MBC 월화 미니시리즈) 1995년
- 《아들의 여자》 (MBC 주말연속극) 1995년
- 《사랑은 블루》 (SBS 드라마) 1995년
- 《모래시계》 (SBS 월화드라마) 1995년 삼청교육대 훈련병으로 못 삼키고 유명을 달리하는 역
- 《공룡 선생》 (SBS 월화드라마) 1994년
- 《눈 먼 새의 노래》 (MBC 드라마) 1994년
- 《추리탐정》 (MBC 드라마) 1994년
- 《큰 언니》 (MBC 아침드라마) 1994년
- 《마지막 연인》 (MBC 월화 미니시리즈) 1994년
- 《아담의 도시》 (MBC 월화 미니시리즈) 1994년
- 《이 여자가 사는 법》 (SBS 주말극장) 1994년
- 《따뜻한 손》 (SBS 드라마) 1994년
- 《종합병원》 (MBC 드라마) 1994년
- 《세 남자 세 여자》 (SBS 드라마) 1994년
- 《마지막 승부》 (MBC 월화 미니시리즈) 1994년
- 《제3공화국》 (MBC 정치드라마) 1993년
- 《결혼》 (SBS 월화드라마) 1993년
- 《청춘극장》 (KBS 주말연속극) 1993년
- 《서울 스토리》 (MBC 드라마) 1993년
- 《댁의 남편은 어떠십니까》 (SBS 월화드라마) 1993년
- 《자매들》 (MBC 아침드라마) 1993년
- 《사랑의 파도》 (MBC 드라마) 1993년
- 《먼동》 (KBS 대하드라마) 1993년
- 《일지매》 (MBC 월화 미니시리즈) 1993년
- 《나는 천사가 아니다》 (MBC 월화 미니시리즈) 1993년
- 《산 바람》 (MBC 월화 미니시리즈) 1993년
- 《한강 뻐꾸기》 (SBS 드라마) 1993년
- 《사춘기》 (MBC 청소년 드라마) 1993년
- 《나팔꽃》 (MBC 아침드라마) 1993년
- 《텔레에세이》 (SBS 드라마) 1993년
- 《재희》 (SBS 드라마) 1993년
- 《야등이》 (MBC 드라마) 1992년
- 《이젠 아무도 사랑하지 않는다》 (MBC 아침드라마) 1993년
- 《일출봉》 (MBC 드라마) 1992년
- 《아들과 딸》 (MBC 주말연속극) 1992년
- 《관촌 수필》 (SBS 월화드라마) 1992년
- 《소설극장》 (SBS 드라마) 1992년
- 《남편의 여자》 (KBS 드라마) 1992년
- 《태평천하》 (MBC 드라마) 1992년
- 《분노의 왕국》 (MBC 드라마) 1992년
- 《도시인》 (MBC 드라마) 1992년
- 《무동이네 집》 (MBC 드라마) 1992년
- 《유심초》 (SBS 일일 대하사극) 1991년
- 《말로만 중산층》 (MBC 드라마) 1991년
- 《행복어 사전》 (MBC 드라마) 1991년
- 《동의보감》 (MBC 드라마) 1991년
- 《또 하나의 행복》 (MBC 주말연속극) 1991년
- 《고개 숙인 남자》 (MBC 주말연속극) 1991년
- 《여명의 눈동자》 (MBC 수목드라마) 1991년
- 《땅》 (MBC 드라마) 1991년
- 《사람과 사람》 (MBC 드라마) 1991년
- 《겨울 이야기》 (MBC 월화 미니시리즈) 1991년
- 《대원군》 (MBC 월화드라마) 1990년
- 《사랑해 당신을》 (MBC 아침드라마) 1990년
- 《몽실언니》 (MBC 주말연속극) 1990년
- 《반민특위》 (MBC 드라마) 1990년
- 《별난가족, 별난학교》 (MBC 드라마) 1990년
- 《나의 어머니》 (MBC 드라마) 1990년
- 《배반의 장미》 (MBC 주말연속극) 1990년
- 《서울 시나위》 (MBC 드라마) 1990년
- 《제2공화국》 (MBC 정치드라마) 1989년
- 《황제를 위하여》 (MBC 월화 미니시리즈) 1989년
- 《타오르는 강》 (MBC 드라마) 1989년
- 《행복한 여자》 (MBC 주말연속극) 1989년
- 《댕기동자》 (KBS 드라마) 1989년
- 《대도전》 (MBC 월화 미니시리즈) 1989년
- 《인간시장》 (MBC 월화 미니시리즈) 1988년
- 《우리 읍내》 (MBC 월화 미니시리즈) 1988년
- 《내일이 오면》 (MBC 월화 미니시리즈) 1988년
- 《원미동 사람들》 (MBC 월화 미니시리즈) 1988년
- 《김만출》 (KBS 드라마) 1988년
- 《잘 생긴 우산하나》 (MBC 드라마 초대석) 1988년
- 《거리의 악사》 (MBC 월화 미니시리즈) 1988년
- 《그것은 나도 모른다》 (MBC 드라마) 1988년
- 《또래와 뚜리》 (MBC 드라마) 1987년
- 《토지》 (KBS 대하드라마) 1987년
- 《수사반장》 (MBC 특집드라마) 1987년
- 《사랑과 야망》 (MBC 주말연속극) 1987년
- 《MBC 금요극장》 1987년
- 《갯마을》 (MBC 드라마) 1987년
- 《제5열》 (MBC 월화드라마) 1986년
- 《백마고지》 (KBS 드라마) 1986년
- 《한지붕 세가족》 (MBC 주간드라마) 1986년
- 《풀잎마다 이슬》 (MBC 주말연속극) 1986년
- 《지지배배》 (MBC 드라마) 1986년
- 《당신》 (MBC 드라마) 1985년
- 《암행어사 박문수》 (MBC 월화드라마) 1984년
- 《3840 유격대》 (MBC 반공드라마) 1983년
- 《전원일기》 (MBC 전원드라마) 1980년

### 교양 및 시사
- 굿모닝 실버 (EBS) 2002년
- 문학산책 (EBS) 2003년
- HDTV 문학관 (KBS) 1980년 ~ 2009년
- 성공시대 (MBC 시사 프로그램) 1999년

### 연극
- 소 (유치진 작) 1960년
- 건너가게 하소서 (국립극장 대극장) 1993년
- 모정의 세월 (KBS 공개홀) 1998년
- 엄마의 계절 (대학로) 2005년
- 달맞이꽃 (대학로) 2016년
- 가마솥에 누룽지 (대학로) 2016년